# Laurie Warder
Pour les articles homonymes, voir Warder.
Laurie Warder, né le 23 octobre 1962 à Sydney, est un ancien joueur de tennis professionnel australien.

## Parcours dans les tournois duGrand Chelem

### En simple
| Année | Open d'Australie | Open d'Australie | Internationaux de France | Internationaux de France | Wimbledon | Wimbledon | US Open | US Open | Open d'Australie | Open d'Australie |
| ----- | ---------------- | ---------------- | ------------------------ | ------------------------ | --------- | --------- | ------- | ------- | ---------------- | ---------------- |
| 1982  | n.o.             | n.o.             | —                        | —                        | —         | —         | —       | —       | 2e tour (1/32)   | B. Guan          |
| 1983  | n.o.             | n.o.             | —                        | —                        | —         | —         | —       | —       | —                | —                |
| 1984  | n.o.             | n.o.             | —                        | —                        | —         | —         | —       | —       | —                | —                |
| 1985  | n.o.             | n.o.             | —                        | —                        | —         | —         | —       | —       | 2e tour (1/32)   | C. Steyn         |
| 1986  | n.o.             | n.o.             | —                        | —                        | —         | —         | —       | —       | n.o.             | n.o.             |
| 1987  | 1er tour (1/64)  | S. Živojinović   | 1er tour (1/64)          | J. Canter                | —         | —         | —       | —       | n.o.             | n.o.             |
| 1988  | —                | —                | —                        | —                        | —         | —         | —       | —       | n.o.             | n.o.             |
| 1989  | 1er tour (1/64)  | T. Meinecke      | —                        | —                        | —         | —         | —       | —       | n.o.             | n.o.             |

N.B. : à droite du résultat se trouve le nom de l'ultime adversaire.

### En double
| Année | Open d'Australie                                                                   | Open d'Australie                                                                 | Internationaux de France                                                          | Internationaux de France                                                        | Wimbledon                                                                          | Wimbledon                                                                       | US Open                                                                        | US Open | Open d'Australie                                                              | Open d'Australie |
| ----- | ---------------------------------------------------------------------------------- | -------------------------------------------------------------------------------- | --------------------------------------------------------------------------------- | ------------------------------------------------------------------------------- | ---------------------------------------------------------------------------------- | ------------------------------------------------------------------------------- | ------------------------------------------------------------------------------ | ------- | ----------------------------------------------------------------------------- | ---------------- |
| 1982  | n.o.                                                                               | n.o.                                                                             | —                                                                                 | —                                                                               | —                                                                                  | —                                                                               | —                                                                              | —       | 2e tour (1/16) Graham \|\| style="text-align:left;" \| P. Johnston J. McCurdy |                  |
| 1983  | n.o.                                                                               | n.o.                                                                             | 1/8 de finale Graham \|\| style="text-align:left;" \| F. González V. Pecci        | 1er tour (1/32) Graham \|\| style="text-align:left;" \| P. Johnston J. McCurdy  | —                                                                                  | —                                                                               | 1/2 finale Graham \|\| style="text-align:left;" \| Edmondson P. McNamee        |         |                                                                               |                  |
| 1984  | n.o.                                                                               | n.o.                                                                             | 1/8 de finale Graham \|\| style="text-align:left;" \| P. Složil T. Šmíd           | 1er tour (1/32) Graham \|\| style="text-align:left;" \| E. Edwards D. Visser    | 2e tour (1/16) Graham \|\| style="text-align:left;" \| Ti. Gullikson To. Gullikson | 2e tour (1/16) Graham \|\| style="text-align:left;" \| S. Glickstein S. Perkiss |                                                                                |         |                                                                               |                  |
| 1985  | n.o.                                                                               | n.o.                                                                             | 2e tour (1/16) Graham \|\| style="text-align:left;" \| P. Annacone van Rensburg   | 2e tour (1/16) Graham \|\| style="text-align:left;" \| P. Annacone van Rensburg | —                                                                                  | —                                                                               | 1/2 finale C. Miller \|\| style="text-align:left;" \| P. Annacone van Rensburg |         |                                                                               |                  |
| 1986  | n.o.                                                                               | n.o.                                                                             | 2e tour (1/16) S. Youl \|\| style="text-align:left;" \| M. Robertson T. Warneke   | 1/4 de finale S. Youl \|\| style="text-align:left;" \| P. Annacone van Rensburg | 1er tour (1/32) B. Levine \|\| style="text-align:left;" \| D. Dowlen T. Moor       | n.o.                                                                            | n.o.                                                                           |         |                                                                               |                  |
| 1987  | Finale P. Doohan                                                                   | S. Edberg A. Järryd                                                              | 1/4 de finale Willenborg \|\| style="text-align:left;" \| G. Donnelly P. Fleming  | 1/8 de finale P. Doohan \|\| style="text-align:left;" \| C. Limberger Woodforde | 2e tour (1/16) P. Doohan \|\| style="text-align:left;" \| J. Lozano T. Witsken     | n.o.                                                                            | n.o.                                                                           |         |                                                                               |                  |
| 1988  | 1er tour (1/32) P. Doohan \|\| style="text-align:left;" \| G. Connell G. Michibata | 1/8 de finale Willenborg \|\| style="text-align:left;" \| W. Masur Woodforde     | 2e tour (1/16) S. Youl \|\| style="text-align:left;" \| W. Masur Woodforde        | 1/4 de finale Willenborg \|\| style="text-align:left;" \| K. Flach R. Seguso    | n.o.                                                                               | n.o.                                                                            |                                                                                |         |                                                                               |                  |
| 1989  | 1/8 de finale P. Doohan \|\| style="text-align:left;" \| J. McEnroe Woodforde      | 2e tour (1/16) P. Doohan \|\| style="text-align:left;" \| J. Potier T. Tulasne   | 1/4 de finale P. Doohan \|\| style="text-align:left;" \| J. Frana L. Lavalle      | 1er tour (1/32) N. Broad \|\| style="text-align:left;" \| Camporese J. Sánchez  | n.o.                                                                               | n.o.                                                                            |                                                                                |         |                                                                               |                  |
| 1990  | 1er tour (1/32) T. Pawsat \|\| style="text-align:left;" \| P. Cash S. Edberg       | 2e tour (1/16) B. Dyke \|\| style="text-align:left;" \| G. Connell G. Michibata  | 2e tour (1/16) P. Doohan \|\| style="text-align:left;" \| J. Bates K. Curren      | 1/8 de finale P. Doohan \|\| style="text-align:left;" \| A. Järryd van Rensburg | n.o.                                                                               | n.o.                                                                            |                                                                                |         |                                                                               |                  |
| 1991  | 2e tour (1/16) P. Doohan \|\| style="text-align:left;" \| J. Bates K. Jones        | 1/4 de finale L. Jensen \|\| style="text-align:left;" \| J. Fitzgerald A. Järryd | 2e tour (1/16) L. Jensen \|\| style="text-align:left;" \| T. Nijssen C. Suk       | 2e tour (1/16) L. Jensen \|\| style="text-align:left;" \| M. Lucena Pedersen    | n.o.                                                                               | n.o.                                                                            |                                                                                |         |                                                                               |                  |
| 1992  | 1/8 de finale L. Jensen \|\| style="text-align:left;" \| R. Krajicek J. Siemerink  | 1/4 de finale L. Jensen \|\| style="text-align:left;" \| D. Adams A. Olhovskiy   | 1/8 de finale L. Jensen \|\| style="text-align:left;" \| P. McEnroe J. Stark      | 1er tour (1/32) L. Jensen \|\| style="text-align:left;" \| T. Ho T. Martin      | n.o.                                                                               | n.o.                                                                            |                                                                                |         |                                                                               |                  |
| 1993  | Victoire D. Visser                                                                 | J. Fitzgerald A. Järryd                                                          | 1er tour (1/32) D. Visser \|\| style="text-align:left;" \| K. Nováček C.-U. Steeb | 1/8 de finale D. Visser \|\| style="text-align:left;" \| R. Deppe M. Knowles    | 1er tour (1/32) D. Visser \|\| style="text-align:left;" \| M. Keil S. Kruger       | n.o.                                                                            | n.o.                                                                           |         |                                                                               |                  |
| 1994  | 1er tour (1/32) B. Steven \|\| style="text-align:left;" \| Ivanišević M. Rosset    | 1er tour (1/32) R. Deppe \|\| style="text-align:left;" \| B. Pearce D. Randall   | 1er tour (1/32) R. Deppe \|\| style="text-align:left;" \| Woodbridge Woodforde    | —                                                                               | —                                                                                  | n.o.                                                                            | n.o.                                                                           |         |                                                                               |                  |

N.B. : le nom du ou de la partenaire se trouve sous le résultat ; les noms des ultimes adversaires se trouvent à droite.